# سوزان پیترز
سوزان پیترز (انگلیسی: Susan Peters؛ ۳ ژوئیهٔ ۱۹۲۱ – ۲۳ اکتبر ۱۹۵۲) یک هنرپیشه اهل ایالات متحده آمریکا بود.
از فیلم‌ها یا برنامه‌های تلویزیونی که وی در آن نقش داشته است می‌توان به برداشت محصول تصادفی اشاره کرد.